# Maurice Beeli
Maurice Beeli (1879-1957) fue un micólogo belga, quien describió muchas especies de hongos de África.
Un colaborador del Jardín Botánico Nacional de Bélgica, que despertó su interés científico en los ascomicetes tropicales y comenzó a trabajar en el Flore iconographique des champignons du Congo, precursor de la Flore illustrée des champignons d’Afrique centrale, un importante trabajo regional.

## Otras publicaciones
- 1920. Note sur le genre Meliola Fr. Éspèces et variétés nouvelles récoltées au Congo. Essai d’un synopsis genéral des Meliola, rangées d’aprés les caractères anatomiques et d’apres les hôtes, suivi d’une liste de toutes les éspèces décrites à cè Jour. Bull. du Jardin Botanique de l’État à Bruxelles 7 (1): 89-160

- 1922. Notes mycologiques. 1. Contribution à la flore mycologique du Congo. Bull. du Jardin Botanique de l’État à Bruxelles 8 (1): 1-22

- 1923. Notes mycologiques. Champignons nouveaux pour la flore Belge, récoltés de 1915 a 1923. Bull. de la Société de Botanique de Belgique 56: 57-68, 4 planchas

- 1926. Contribution nouvelle à l’étude de la flore mycologique du Congo. Bull. de la Société Royale Botanique de Belgique 58 (2): 203-215, tabs 15-16

- 1940. Notes mycologiques Congolaises. Champignons recoltés dans la région du Kiva par F.L. Hendrickx, mycologue à l’Ineec. Bull. du Jardin Botanique de l’État à Bruxelles 16: 105-107.[1]

## Honores

### Eponimia
- Agaricus beelii Heinem., 1956
- Favolus beelii Hendr., 1948 Polyporus melanopus (Pers.) Fr., 1821
- Leucocoprinus beelianus Heinem., 1977
- Marasmius beelianus Singer, 1964
- Sorosporium beelii Zundel, 1938
- Tylopilus beelii Heinem. & Gooss.-Font., 1951

- La abreviatura «Beeli» se emplea para indicar a Maurice Beeli como autoridad en la descripción y clasificación científica de los vegetales.[2]